# Ingeborg Lüscher

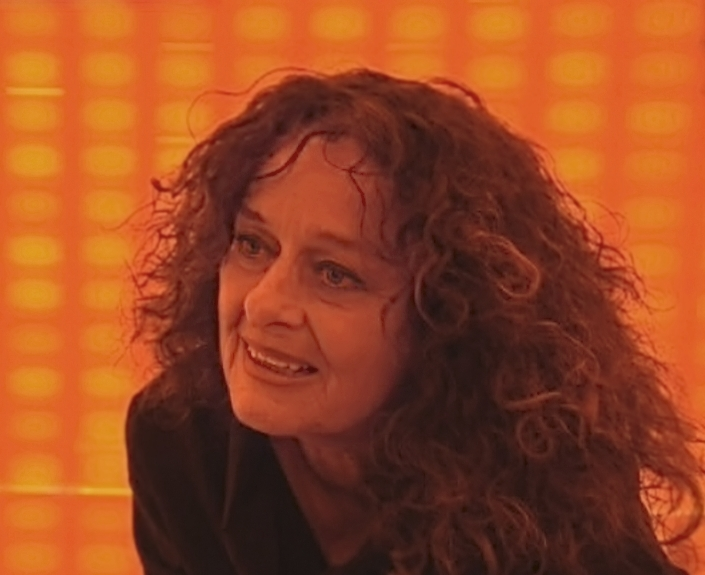
Ingeborg Lüscher (2008) in ihrem Bernsteinzimmer

Ingeborg Lüscher (* 22. Juni 1936 in Freiberg, Sachsen, als Ingeborg Löffler) ist eine deutsch-schweizerische Malerin, Fotografin und Videokünstlerin.

## Leben
Lüscher absolvierte nach dem Abitur in Berlin ein Schauspielstudium und arbeitete in den folgenden Jahren als Theater- und Filmschauspielerin. 1959 heiratete sie den Schweizer Farbpsychologen Max Lüscher. Sie begann neben der Schauspielerei mit einem Psychologiestudium an der Freien Universität Berlin. 1967 unternahm Lüscher Reisen nach Indien und in die Tschechoslowakei. Nach ihrer Trennung 1967 übersiedelte sie nach Tegna im Tessin. Von diesem Zeitpunkt an wendete sie sich als Autodidaktin der bildenden Kunst zu. In Locarno bezog sie das ehemalige Atelier von Hans Arp. 1969 dokumentierte sie das Werk des Einsiedlers und Sonderlings Armand Schulthess. Ihre Fotodokumentation über Schulthess wurde 1972 an der documenta in Kassel in der Abteilung Individuelle Mythologien ausgestellt. Damals begann die Lebensgemeinschaft mit dem Ausstellungsmacher Harald Szeemann, die bis zu dessen Tod im Jahre 2005 dauerte. 1973 erhielt sie ein Schweizer Stipendium, das ihr Reisen in die USA sowie nach Venezuela und Peru ermöglichte. 1975 wurde in Locarno die gemeinsame Tochter Una Szeemann geboren.
Zwischen 1978 und 2005 unterrichtete sie neben ihrer künstlerischen Arbeit an mehreren Akademien, so an der Schule für Gestaltung in Luzern, der École supérieure d’art visuel in Genf, der F + F Kunstschule in Zürich und an den Sommerakademien für bildende Kunst in Salzburg, Berlin und Gomera.
2021 schenkte Ingeborg Lüscher der Stiftung Situation Kunst in Bochum ein umfangreiches Werkkonvolut, das seither im musealen Ensemble Situation Kunst (für Max Imdahl) als Teil der Kunstsammlungen der Ruhr-Universität Bochum bewahrt und wissenschaftlich bearbeitet wird.
Sie lebt und arbeitet seit 1967 in Tegna im Kanton Tessin.

## Werk
Lüschers künstlerisches Werk begann mit sogenannten Stummelbildern und konzeptionellen, von ihrer Biographie bestimmten Arbeiten, in die auch ihre Erfahrungen mit Hypnose einflossen.
Ihr Ehemann Harald Szeemann meinte 1992: „Das Theatralische, Autobiographische, Emanzipatorische, Bekennerische und Hedonistische ist heute angekommen in sich ruhenden, von innen her geladenen skulpturalen Körpern und bildlichen Hommagen an das Licht.“

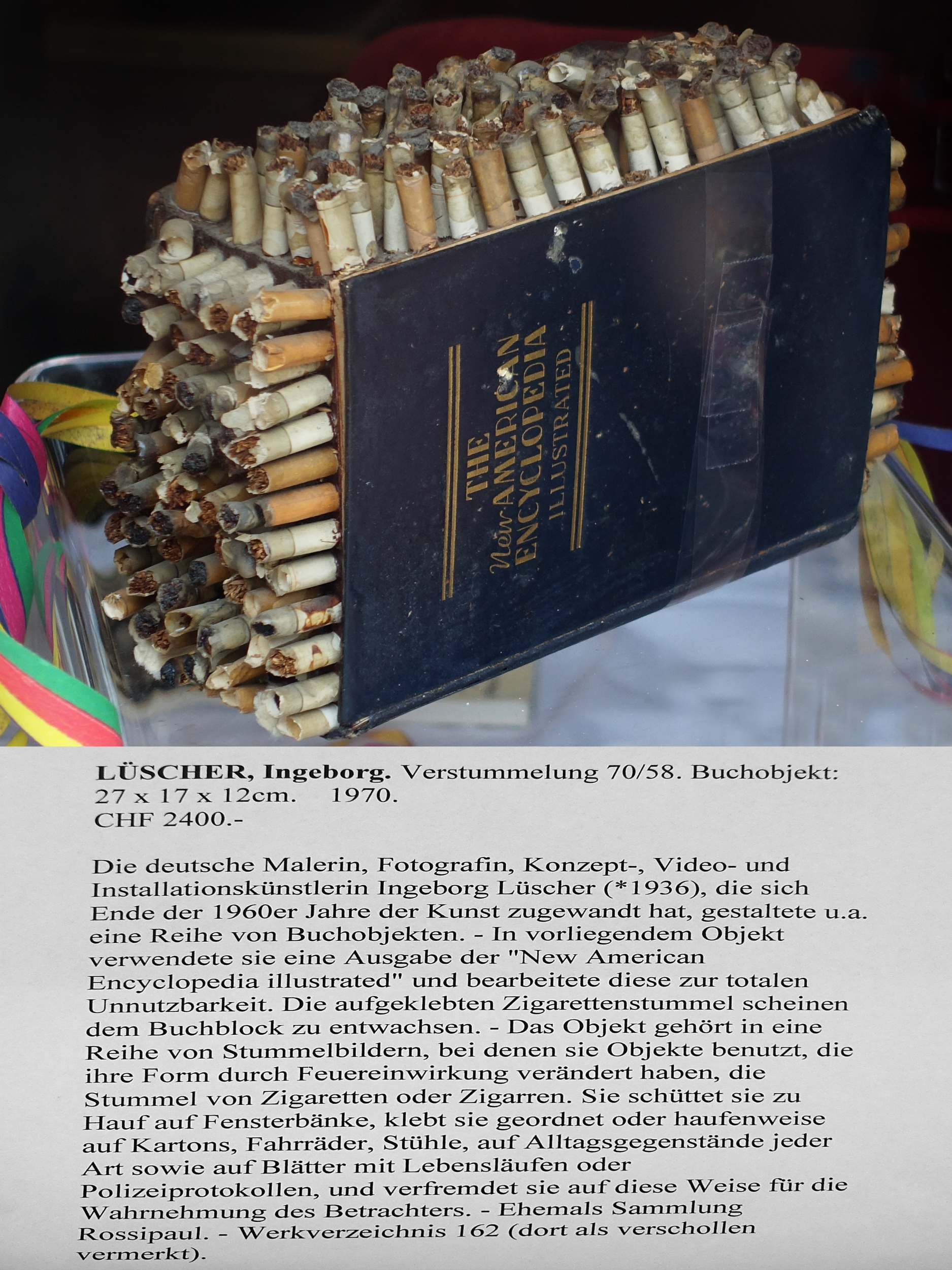
Verstummelung, 1970

Zu ihren ersten künstlerischen Objekten gehörten die Inboxen, Kästen mit visualisierten mathematischen Reihen, die aufeinander gestapelt wurden, und deren Oberflächen oder Ränder sie durch die Einwirkung von Feuer veränderte. Danach benutzte sie die Objekte, die bereits ihre Form durch Feuereinwirkung verändert hatten wie die Stummel von Zigaretten oder Zigarren. Sie schüttete sie zuhauf auf Fensterbänke, klebte sie auf Alltagsgegenstände jeder Art oder Polizeiprotokolle.

### Fotodokumentationen
Ab 1969 arbeitete Lüscher an einer Bilddokumentation über den Schweizer Einsiedler und Sonderling Armand Schulthess. Schulthess lebte in seinem 18.000 m² großen Kastanienwald im Onsernonetal im Tessin, in dem er sein eigenwilliges Projekt einer allumfassenden Sammlung des Wissens betrieb – eine Enzyklopädie im Walde. Lüscher notierte ihre Gespräche mit Schulthess und fotografierte ihn und seine unglaublich vielfältigen Objekte mit Wissensbrocken, die er auf Blechtäfelchen an Bäume genagelt und gehängt und an Latten montiert hatte. Schulthess’ Lebenswerk wurde nach seinem Tod von seinen verständnislosen Erben in einer autodafé-Aktion von 3 Tagen vollständig vernichtet. Zu den wenigen Zeugnisse über dieses ungewöhnliche Leben zählt Lüschers Buch Dokumentation über A. S. – Der größte Vogel kann nicht fliegen.
1982 dokumentierte sie auf ähnliche Weise in dem Buch Der unerhörte Tourist Laurence Pfautz das Leben eines weiteren gesellschaftlichen Außenseiters und Obdachlosen, wobei sie auch dessen eigene Texte benutzte.
1976 begann die Serie der Zauberfotos, in der sie inzwischen über 500 Leute fotografiert hat: Gäste des Hauses, Künstlerkollegen, Nachbarn oder Verwandte, die alle gebeten wurden zu „zaubern“. An einem von Lüscher bestimmten Ort werden jeweils 18 Aufnahmen gemacht, von denen 9 Bilder für eine Bildsequenz ausgewählt werden.

### Schwefel und Asche
Seit 1981 verwendet sie für ihre Arbeiten organische Stoffe. Es entstehen verschiedene Serien der Vulkanbilder, Materialbilder aus Sand, Erde, Pigmenten, Holzleim, Gips und ähnlichem auf Karton. Ab 1984 beginnt die Auseinandersetzung mit dem Element Schwefel, von dessen Farbintensität und Leuchtkraft sie fasziniert ist. Schwefel und die Farbe Gelb werden zu dominierenden Elementen von Lüschers bildhauerischer und malerischer Arbeit. Kombiniert wird Gelb mit einem intensiven Schwarz, das Lüscher aus Asche und Acryl gewinnt.
Nachdem sie in einer ihrer ersten Arbeiten Steine den natürlichen Schwefeldämpfen in der Solfatara ausgesetzt hatte, überzieht sie in der Folge verschiedene Objekte selbst mit Schwefelpulver und verwandelt sie in Lichtkörper. Ab 1990 entstehen streng geometrisch geformte Blöcke in Gelb und Schwarz, in großen Formaten und unterschiedlich kombiniert. Auch in der Malerei werden unterschiedlichste Möglichkeiten des Zusammenspiels von Gelb und Schwarz erprobt, von allen Abstufungen gelber und schwarzer Überschichtungen und Übermalungen, von wolkenähnlichen Gebilden bis zu reiner Farbfeldmalerei. Da sie mit Schwefelblüte arbeitet, kommt es auch bei Vermengungen nie zu neuen Farbwerten, Gelb und Schwarz bleiben immer getrennt voneinander erhalten.

### Video
Auf der Biennale von Venedig von 2001 zeigte Lüscher erstmals ihr Fußball-Video Fusion, das ein vielstimmiges Echo in der Presse fand. Spieler von Grasshoppers Zürich und dem FC St. Gallen spielen gegeneinander, gekleidet in italienische Maßanzüge, Business-Hemden, Krawatte und Fußballschuhe. Schiedsrichter ist der Schweizer Urs Meier, moderiert wird das Spiel in der deutschen Fassung von Beni Thurnheer, in der italienischen von einem Sprecher der RAI.
Lüscher sagt zu ihrem Film: „Ein Fußballspiel soll zur Parabel werden für die Managerkaste, die in Banken und Industrie Fusionen abwickelt. Fussballer und Manager verhalten sich offenbar ähnlich: Sie brauchen hartes Training, Risikobereitschaft, Siegeswillen, Taktik, die Fähigkeit zum Foul, zu Tricks, aber auch zur Phantasie.“

## Bücher
- Ingeborg Lüscher: Dokumentation über A.S. Der grösste Vogel kann nicht fliegen. Fotos von Ingeborg Lüscher. Köln: DuMont Schauberg, cop. 1972. ISBN 3-7701-0651-2
- Ingeborg Lüscher (Herausgeberin): Erlebtes und Erdäumeltes einander zugeordnet. Oumansky-Preis, Fantonigrafica, Venezia 1975
- Ingeborg Lüscher: Die Angst des Ikarus oder Hülsenfrüchte sind Schmetterlingsblütler. Arbeit mit 13 übermalten Polaroidfotos u. Texten; Aarau; Frankfurt am Main; Salzburg; Sauerländer 1982. ISBN 3-7941-2275-5
- Ingeborg Lüscher: AVANT – APRES / Sheer Prophecy – True Dreams (Hrsg.) centre d’art contemporain, Genf 1980
- Ingeborg Lüscher (Kuratorin der Ausgabe Nr. 21 der Zeitschrift Studio, Oktober 1983): Jeder Winter hat seinen hellsten Tag. Fotos und Texte; zusammen mit Beiträgen von Francesco Clemente, Bernhard Johannes Blume, Ulrike Rosenbach, Michael Buthe, Jörg Immendorff und James Lee Byars
- Ingeborg Lüscher: Der unerhörte Tourist – Laurence Pfautz. Aarau; Frankfurt am Main; Salzburg; Sauerländer 1985. ISBN 3-7941-2712-9 (nur erhältlich bei Buchhandlung Libri & Arte in Locarno-Muralto)
- Ingeborg Lüscher (Bilder) und Adolf Muschg (Text): Japanische Glückszettel. Suhrkamp Insel Verlag 1996. ISBN 3-458-16814-1

## Werke (Auswahl)
- Inboxes, 1967–1968
- Stummelbilder, Arbeiten mit Zigarettenstummeln, 1969–1972.
- Zaubererfotos. Work in Progress. Fotoserie ab 1976.
- Der grösste Vogel kann nicht fliegen. Dokumentation der Enzyklopädie im Walde von Armand Schulthess. Beginn der Dokumentation 1969. Ausgestellt auf der documenta 5 in Kassel
- Vulkanserien, Collagen aus Erde, Asche, Holzstaub, Kohle, Acryl, auf Karton oder Baumwollstramin, ab 1985 bis 1987.
- Gli occhi della solfatara. Eingeschwefelte Steine, 1986, Castello Svevo, Bari (Italien)
- Damit Du durch Venedig gehen kannst und keiner Dich erkennt – Tarnkappe für einen gesuchten Mann. Skulptur aus Netzrinde von Dattelpalmen und Jute, 1998
- Lumen est omen. Installation in der Feldkircher Johanneskirche, 2000
- Fei-Ya! Fei-Ya! fly, fly, (Our Chinese Friends), 1999, 41. Biennale von Venedig, Video 8 min.
- Fusion. 2001, 42. Biennale von Venedig, Video 13,40 min.
- Das Bernsteinzimmer. Installation. Swarovski Kristallwelten, Wattens, Tirol, 2003; seit 2021 im Bestand der Stiftung Situation Kunst, Bochum
- Die hängenden Gärten der Semiramis, Installation, Rovereto 2003 – Wiesbaden 2006 – Berlin 2008; seit 2021 im Bestand der Stiftung Situation Kunst, Bochum